# Cuialnic, Bârzula
Cuialnic (în ucraineană Куяльник, transliterat: Kuialnîk) este localitatea de reședință a comunei Cuialnic din raionul Bârzula, regiunea Odesa, Ucraina.
În trecut a fost un sat cu o numeroasă comunitate moldovenescă (românescă) – 32% din populație, conform recensământului sovietic din 1926; fiind însă parțial asimilat în prezent. 

## Demografie
Componența lingvistică a localității Cuialnic
     Ucraineană (61,74%)
     Rusă (19,23%)
     Română (19,03%)
Conform recensământului din 2001, majoritatea populației localității Cuialnic era vorbitoare de ucraineană (61,74%), existând în minoritate și vorbitori de rusă (19,23%) și română (19,03%).

## Vezi și
- Românii de la est de Nistru